# Абу Ахмед аль-Альвани
Вали́д Джа́сем аль-Альвани́ (араб. وليد جاسم العلواني‎), он же Абу́ А́хмед аль-Альвани́ (араб. أبو أحمد العلواني‎) — иракский террорист, один из лидеров группировки Исламское государство, бывший полковник саддамовской армии.
По информации британского издания The Sun убит в результате авиаудара международной коалиции в конце 2014 года. Однако его гибель так и не была подтверждена ни спецслужбами США, ни представителями ИГ. В 2015 году Reuters и The Washington Post упоминали аль-Альвани в своих репортажах, как будто тот всё ещё жив.